# Arnold Hauser (istoric al artei)
Arnold Hauser (n. 8 mai 1892, Timișoara, Austro-Ungaria – d. 28 ianuarie 1978, Budapesta, Republica Populară Ungară) a fost un istoric și sociolog de artă german.

## Biografie
Arnold Hauser s-a născut în data de 8 mai 1892, la Timișoara, Austro-Ungaria (astăzi în România).
După terminarea gimnaziului, Hauser a urmat germanistica, romanistica și filosofia la Universitatea Eötvös Loránd din Budapesta, iar apoi a absolvit studii și la Paris. În 1916, prietenul său Karl Mannheim, l-a introdus la „Cenaclul de duminică“, condus de György Lukács, unde activau și Béla Balázs, Edith Hajós, Béla Fogarasi, Frederick Antal, Emma Ritoók, Juliska Lang și Anna Schlamadinger.
În 1917, membri ai acestui cenaclu, printre care Lajos Fülep, Zoltán Kodály, Béla Bartók și Ervin Szabó, au înființat așa-numita „Școală Liberă a Științelor Sociale“, unde Hauser a ținut prelegeri despre estetica post-kantiană. În 1919, Hauser s-a angajat în politica culturală a Republicii Sovietice Ungare. După prăbușirea acesteia, s-a refugiat în Italia.
Între 1919 și 1938, a trăit în exil în Italia, Germania și Austria, iar din 1938 a locuit în Marea Britanie.
Între 1951 și 1957 a fost lector la Universitatea din Leeds, apoi până în 1959 a fost profesor invitat la Universitatea Brandeis din Statele Unite, până în 1962 la Hornsey College of art in London, iar până în 1965 a fost profesor invitat la Ohio State University, din Statele Unite.
În 1965, s-a întors la Londra, iar în 1977 s-a stabilit la Budapesta.
Lui Hauser i-a fost acordat în 1954 Deutscher Kritikerpreis („Premiul german de critică”) pentru literatură.
A fost membru de onoare al Academiei Ungare de Științe.

## Scrieri
- 1951: Sozialgeschichte der Kunst und Literatur (engleză: „The Social History of Art and Literature”)
- 1958: Philosophie der Kunstgeschichte (engleză: „The Philosophy of Art History”)
- 1964: Der Manierismus. Die Krise der Renaissance und der Ursprung der modernen Kunst (engleză: „Mannerism: The Crisis of the Renaissance and the Origin of Modern Art”)
- 1974: Soziologie der Kunst (engleză: „The Sociology of Art”)
- 1978: Im Gespräch mit Georg Lukács („Convorbiri cu Georg Lukács”)

## Literatură suplimentară
- en  Harrington, Austin (2004). Art and social theory: sociological arguments in aesthetics. Wiley-Blackwell, pp. 64–68. ISBN 0-7456-3038-3
- fr  Alberto Tenenti: Hauser, Arnold: Art, histoire sociale et méthode sociologique. In: Annales. Economies, Societes, civilisations. Paris: 12(1957)3, S. 474–481.
- en  Zoltán Halász: In Arnold Hauser’s workshop. În: The new Hungarian quarterly. Budapest: 16(1975)58, p. 90–96.
- de  Ekkehard Mai: Kunst, Kunstwissenschaft und Soziologie. Zur Theorie und Methodendiskussion in Arnold Hausers „Soziologie der Kunst“. In: Das Kunstwerk. 1/1976, S. 3–10.
- de  Jürgen Scharfschwerdt: Arnold Hauser. In: Alphons Silbermann (Hrsg.): Klassiker der Kunstsoziologie. Beck, München 1979. S. 200–222.
- de  K.-J. Lebus: Eine sozialhistorische Sicht auf Kunst und Gesellschaft. (Annotation zur Herausgabe der Sozialgeschichte... im Verlag der Kunst, Dresden, 1987). In: Bildende Kunst. Berlin: 35(1988)12, p. 572.
- de  K.-J. Lebus: Zum Kunstkonzept Arnold Hausers. In: Weimarer Beiträge. Berlin 36 (1990) 6, p. 210–228. (online)
- en  American Journal of Sociology, ianuarie (1960)
- en  Social History of Art, în Meditations on a Hobby Horse de E.H. Gombrich (1963)
- de  Kunst, Kunswissenschaft und Soziologie de E. Mai, în Kunstwerk, 29 (1976)
- de  Arnold Hausers Theorie der Kunst de P. Klein, în Kritische Berichte 6, 1978)
- de  Arnold Hauser by J. Scharfschwerdt, in Klassiker der Kunstsoziologie, ed. by A. Silbermann (1979)
- de  Sozialgeschichte und Kunstgeschichte: Kunstgeschichtsschreibung von Arnold Hauser by Hans U. Beyer (1984)
- Science and Society, Spring (1985);
- en  Critical Discourse in the Formation of a Social History of Art: Anglo-American Response to Arnold Hauser de Michael Orwicz, în Oxford Art Journal 8 (1985)
- de  Arnold Hauser und Theodor W. Adorno: Zeugnisse einer Freundschaft de Günter Schiwy, în Der Aquädukt 1763-1988: Ein Almanach aus dem Verlag C. H. Beck im 225. Jahr seines Bestehens (1988)
- de  Zum Kunstkonzept Arnold Hausers de Klaus-Jürgen Lebus, în Weimarer Beiträge 36 (1990)
- en  Marx, Weber, and the Crisis of Reality in Arnold Hauser's Sociology of Art' by G.W. Swanson, în The European Legacy 1 (1996)
- en  Art, Autonomy and Heteronomy: The Provocation of Arnold Hauser's The Social History of Art de David Wallace, în Thesis Eleven, No. 44 (1996)
- en  World Authors 1900-1950, Vol. 2, ed. de Martin Seymour-Smith and Andrew C. Kimmens (1996)
- en  Arnold Hauser and the Retreat from Marxism, de Lee Congdon, în Essays on Wittgenstein and Austrian Philosophy: In Honour of J.C. Nyíri, ed. Tamás Demeter (2004)